# Klon limfocytów
Klonem limfocytów nazywamy zespół komórek (limfocytów), które powstały w wyniku podziałów mitotycznych z pojedynczej komórki immunokompetentnej, na skutek jej kontaktu z antygenem. Ze względu na identyczny genom, wszystkie komórki tworzące klon wykazują na powierzchni obecność identycznych receptorów rozpoznających antygen (BCR lub TCR). Powstawanie klonów jest podstawą zjawiska selekcji klonalnej.